# Panicum tuerckheimii
Panicum tuerckheimii är en gräsart som beskrevs av Eduard Hackel. Panicum tuerckheimii ingår i släktet vipphirser, och familjen gräs. Inga underarter finns listade i Catalogue of Life.